# Episparina
Episparina is een geslacht van vlinders van de familie spinneruilen (Erebidae), uit de onderfamilie Calpinae.

## Soorten
- E. connubens Holland, 1894
- E. charassota Hampson, 1926
- E. gomphiona Hampson, 1926
- E. hieroglyphica Holland, 1894
- E. lamprima Holland, 1894